# Route départementale 939 (Yvelines)
Pour les articles homonymes, voir Route départementale 939.
La route départementale 939 ou D939, est une antenne de la route départementale 938.

## Itinéraire
Dans le sens nord-sud, les communes traversées sont :
- Versailles : la D939 commence à proximité de la gare de Versailles-Chantiers, à la place du 8-Mai-1945, carrefour avec la RD 186 dénommée à cet endroit rue des Chantiers, sous le pont des Chantiers sur lequel passent les lignes de chemin de fer entre la gare et la capitale. Elle porte le nom de rue de la Porte-de-Buc et se situe dans le prolongement de la rue Jean Mermoz qui permet la liaison avec l’avenue de Paris, la route départementale 10. Après le passage devant la clinique des Franciscaines et le cimetière des Gonards, à près de 800 mètres de son commencement, un demi-échangeur permet la communication avec les voies sud de la route nationale 12 (sortie en provenance de Guyancourt et entrée vers Vélizy-Villacoublay). Elle se raccorde alors à la route départementale 938 dont elle constitue une antenne.